# Verdict crimă
Pentru un film din 1961, vezi Verdict: Crimă! (sau Crimă a spus ea)
Verdict crimă (în engleză Murder, She Wrote) este un serial american de televiziune cu Angela Lansbury în rolul misterioasei scriitoare și detectiv particular Jessica Fletcher. Serialul are 12 sezoane care au fost difuzate în premieră din 1984 în 1996 pe rețeaua CBS, în total 264 de episoade. A fost continuat de patru filme de televiziune și un serial spin-off numit The Law & Harry McGraw. Este unul dintre cele mai de succes și mai lungi seriale TV din istorie, cu 23 de milioane de telespectatori la prima audiție..
Seria a fost difuzată în România de către TVR 2, Pro Cinema și AXN White (doar sezoanele 10, 11, 12). În Germania, seria a fost remasterizată în 2013, având o calitate mult mai bună a imaginii. Ea se poate găsi pe DVD sau a fost difuzată pe rbb.

## Legături externe
- Murder, She Wrote la Internet Movie Database
- Murder, She Wrote la TV.com